# Original Soundtracks No. 1
Az Original Soundtracks No. 1 című album a U2 és Brian Eno együttműködéséből született. Mivel jócskán eltér a U2 stílusától, a lemezkiadó nem egyezett bele, hogy saját nevük alatt adják ki; az előadók a Passengers nevet választották. Nem létező filmekhez készült zenéket tartalmaz (két kivétel a Szellem a gépben és a Miss Sarajevo), ezek szinopszisát a cédéhez adott füzet írja le.
Kétségkívül a U2 legkevésbé ismert és legkisebb példányszámban eladott lemeze, amelyet nemcsak a rajongók és a kritikusok, de még az együttes dobosa, Larry Mullen részéről is komoly kritika ért: „Van egy vékony vonal az érdekes zene és az önmagunkkal szembeni engedékenység között. A Passangers lemezzel mi átléptük ezt a határt.” 

## Dalok
1. United Colours (5:31)
2. Slug (4:41)
3. Your Blue Room (5:28)
4. Always Forever Now (6:24)
5. A Different Kind of Blue (2:02)
6. Beach Sequence (3:25)
7. Miss Sarajevo (5:41)
8. Ito Okashi (3:25)
9. One Minute Warning (4:40)
10. Corpse (These Chains Are Way Too Long) (3:35)
11. Elvis Ate America (2:59)
12. Plot 180 (3:41)
13. Theme from „The Swan” (3:24)
14. Theme from „Let's Go Native” (3:07)

Csak a Miss Sarajevo jelent meg kislemezen. Ugyanez a szám került rá a The Best of 1990-2000 válogatáslemezre; a B-oldali dalokat összegyűjtő The B-Sides of 1990-2000 pedig a Your Blue Room-ot tartalmazza.
Az album japán kiadásán szerepel a Miss Sarajevo kislemez B-oldali száma, a Bottoms (Watashitachi No Ookina Yume) (4:11). Ez valójában az Achtung Baby első számának, a Zoo Station-nek az instrumentális változata.

## Előadók
- Brian Eno – szintetizátor, különféle effektek, szekvenciák és elektronikus zenei eszközök, ének (A Different Kind of Blue)
- Bono – ének, gitár, zongora (Beach Sequence)
- Adam Clayton – basszusgitár, beszéd (Your Blue Room)
- The Edge – gitár, ének (Corpse), orgona (Your Blue Room)
- Larry Mullen, Jr. – dob, ütőhangszerek, ritmus-szekvencia (One Minute Warning), szintetizátor (United Colours)
- Luciano Pavarotti – ének (Miss Sarajevo)
- Holi – ének
- Howie B – keverés, elektronikus zenei eszközök, vokál és ritmus-szekvencia (Elvis Ate America)
- Craig Armstrong – vonós-effektek (Miss Sarajevo)
- Paul Barrett – vonós-effektek (Always Forever Now)
- Des Broadbery – szekvenciák (Always Forever Now)
- David Herbert – szaxofon (United Colours és Corpse)
- Holger Zschnderlein – szintetizátor (One Minute Warning)

## Külső hivatkozások
- U2 Wanderer diszkográfia
- Together for the Children of Bosnia (Pavarotti and Friends koncert)
- Three Sunrises – a lemez dalairól